# Frankfurt Pirates
Die Frankfurt Pirates sind ein American-Football-Team aus Frankfurt am Main, das 2023 in der Regionalliga Mitte spielen wird. Die Frankfurt Pirates wurden 1990 gegründet und haben im Laufe der Zeit einige amerikanische Sportarten mit Erfolg betreut. Die Pirates sind der einzige Verein in Frankfurt am Main, der American Football sowie Cheerleading als Leistungs- und Breitensport für Erwachsene, Jugendliche und Kinder anbietet. Hierbei spielen die renommierte Nachwuchsförderung sowie diverse soziale Projekte eine große Rolle.

## Geschichte
Im Jahre 1990 wurden die Frankfurt Pirates mit dem Ziel, amerikanische Sportarten im Rhein-Main-Gebiet zu etablieren, gegründet. Am Anfang gab es ein Baseball- und ein Softball-Team, welchen in den folgenden Jahren noch drei Jugend-Basketball-Teams folgten. Dann im Jahre 1997 wurde die Abteilung American Football ins Leben gerufen. Die größten Erfolge waren die Aufstiege in die German Football League 2 in den Jahren 2010 und 2019.

## Teams

### Herren
Das Herren-Team nahm 1998 zum ersten Mal im Ligaspielbetrieb in der Landesliga des AFV Hessen e. V. teil und wurden seitdem zweimaliger Hessenmeister sowie zweimaliger Vizemeister.
Platzierungen
| Saison | Liga                | Platz |
| ------ | ------------------- | ----- |
| 1998   | Landesliga Hessen   |       |
| 1999   | Oberliga Hessen     | 3.    |
| 2000   | Oberliga Hessen     | 1.    |
| 2001   | Regionalliga Mitte  | 1.    |
| 2002   | Regionalliga Mitte  | 2.    |
| 2003   | Regionalliga Mitte  | 3.    |
| 2004   | Oberliga HE/RP/S/TH | 5.    |
| 2005   | Oberliga Mitte      | 5.    |
| 2006   | Oberliga HE/RP/S/TH | 2.    |
| 2007   | Oberliga HE/RP/S/TH | 4.    |
| 2008   | Oberliga HE/RP/S/TH | 1.    |
| 2009   | Regionalliga Mitte  | 6.    |
| 2010   | Regionalliga Mitte  | 1.    |

| Saison | Liga                 | Platz |
| ------ | -------------------- | ----- |
| 2011   | GFL2                 | 6.    |
| 2012   | GFL2                 | 5.    |
| 2013   | GFL2                 | 6.    |
| 2014   | GFL2                 | 8.    |
| 2015   | Regionalliga Mitte   | 6.    |
| 2016   | Regionalliga Mitte   | 7.    |
| 2017   | Regionalliga HE/RP/S | 4.    |
| 2018   | Regionalliga HE/RP/S | 3.    |
| 2019   | Regionalliga Mitte   | 1.    |
| 2020   | GFL2                 | – *   |
| 2021   | GFL2                 | 6.    |
| 2022   | GFL2                 | 8.    |
| 2023   | Regionalliga Mitte   |       |

(Quelle: )

#### Erfolge
- 2010 & 2019 – Aufstieg in die GFL2 Süd
- 2008 – Aufstieg in die Regionalliga Mitte
- 1999 – Hessenmeister Landesliga Hessen
- 2000 – Hessenmeister Oberliga Hessen
- 2019 – Meister der Regionalliga Mitte

### A-Jugend
2002 wurde das A-Jugend-Team für 16- bis 18-jährige Jugendliche gegründet, welches zurzeit in der Regionalliga Mitte spielt.

#### Erfolge
- 2010 – Aufstieg in die Regionalliga
- 2011 – Bronzemeister Regionalliga
- 2012 – Aufstieg in die Jugend-Bundesliga

### B-Jugend
Im Jahre 2005 entstand das B-Jugend-Team, in dem Jugendliche im Alter von 13–16 Jahren spielen. Da die B-Jugend-Saison immer im Herbst stattfindet, haben die Jugendlichen die Möglichkeit, je nach Alter zusätzlich in der A- und C-Jugend zu spielen.

#### Erfolge
- 2005 – Vize-Hessenmeister
- 2006 – Vize-Hessenmeister
- 2007 – Hessenmeister
- 2010 – Vize-Hessenmeister
- 2011 – Vize-Hessenmeister
- 2012 – Hessenmeister
- 2013 – Vize-Hessenmeister

### C-Jugend
Mit der Umstrukturierung der Jugend-Flag-Liga wurde 2011 das Flag-Jugend-Team in das C-Jugend-Team umgewandelt. Hier spielen Jugendliche, die jünger als 15 Jahre sind.

#### Erfolge
- 2011 – 1ter C-Jugendliga Hessen Gruppe Schwarz

### Flag-Jugend
Das Flag-Team wurde im Herbst 2002 gegründet und konnte im Frühjahr 2003 mit Siegen bei den Indoor-Bowls sich schnell einen Namen machen. Die darauf folgenden Jahre waren von weiteren Erfolgen gekrönt. Als der AFVD im Jahr 2011 eine C-Tackle-Liga eingeführt hat, entschieden sich die Frankfurt Pirates dazu die Flag-Jugend aufzulösen und ein C-Tackle-Team zu stellen.

#### Erfolge
- 2004 – 1. Platz Diamonds Bowl
- 2005 – Hessenmeister AFVH-Indoor-Bowl
- 2006 – Hessenmeister AFVH-Indoor-Bowl
- 2006 – Hessenmeister
- 2007 – Hessenmeister
- 2008 – Vize-Hessenmeister
- 2010 – Vize-Hessenmeister

## Cheerleading
Zeitgleich mit der Gründung der Football-Abteilung wurde auch die Abteilung Cheerleading im Jahre 1997 ins Leben gerufen.
Aktuell besteht diese aus drei Gruppen:
- (12–30 Jahre) Senior und Junior Cheer
- (8–11 Jahre) PeeWee
- (16–30 Jahre) Senior-Dance-Team

Neben den Auftritten bei allen Footballspielen der Frankfurt Pirates sind die Cheerleader auf diversen Showauftritten bei Sponsoren und anderen Veranstaltungen z. B. Museumsuferfest oder Klaa Paris zu sehen.

### Erfolge
- 2001 – 1. Platz in der Kategorie Junior Mixed bei den hessischen Meisterschaften
- 2002 – 2. Vize-Hessenmeister Senior Dance
- 2003 – Hessischer Bronzemeister für das All-Girl-Jugendteam
- 2004 – Hessischer Bronzemeister für das All-Girl-Jugendteam
- 2005 – Hessischer Bronzemeister für das All-Girl-Jugendteam
- 2008 – 2. Platz für das Senior-Cheerteam

## Stadion
Die Frankfurt Pirates spielten bis zum 13. Mai 2018 auf dem Sportplatz Uni Campus Westend/Philipp-Holzmann-Schule, einem Naturrasenplatz mit einer Zuschauerkapazität von 2500. Im Jahr 2013 kamen ca. 6680 Zuschauer zu den Heimspielen der Pirates, der Schnitt betrug ca. 954 Zuschauer. Das Heimspiel am 22. Juni 2013 wurde in der Frankfurter Commerzbank-Arena gegen den Stadtrivalen Universe Frankfurt ausgetragen, zu diesem ersten „Frankfurt Bembel“ kamen 5300 American-Football-Fans. Von Juli 2018 bis September 2021 spielten die Pirates auf dem Sportplatz Nieder-Eschbach. Im Jahr 2022 wurden die Heimspiele im Stadion am Brentanobad ausgetragen, in der Saison 2023 werden die Spiele wieder in Nieder-Eschbach stattfinden.
| Saison | Zuschauer gesamt | Heimspiele | Schnitt | Kapazität | Auslastung |
| ------ | ---------------- | ---------- | ------- | --------- | ---------- |
| 2009   | X.XXX            | X          | X.XXX   | X.XXX     | XX,XX %    |
| 2010   | X.XXX            | X          | X.XXX   | X.XXX     | XX,XX %    |
| 2011   | 953              | 7          | 159     | 2.500     | 6,35 %     |
| 2012   | 2724             | 7          | 389     | 2.500     | 15,57 %    |
| 2013   | 6680             | 7          | 954     | 2.500     | 38,17 %    |

Quelle: Offizielle Statistik Seite der GFL 1 & 2